# Palosaari (ö i Finland, Kajanaland, Kehys-Kainuu, lat 64,93, long 28,97)
Palosaari är en ö i Finland. Den ligger i sjön Kiantajärvi och i kommunen Suomussalmi i den ekonomiska regionen  Kehys-Kainuu  och landskapet Kajanaland, i den centrala delen av landet, 600 km norr om huvudstaden Helsingfors. Öns area är 0,3 hektar och dess största längd är 90 meter i nord-sydlig riktning.